# 小行星6522
小行星6522（6522 Aci）是一颗绕太阳运转的小行星，为主小行星带小行星。该小行星于1991年7月9日发现。

## 轨道参数
小行星6522的轨道半长轴为2.3855771 UA，离心率为0.1981776。